# Заутцы
Заутцы — знатная армянская семья в Византии, происходившая из фемы Македония.

## История
Заутцы были родом из фемы Македония. Фамилия Заутцы происходит от армянского слова чауш. Также возможно что Заутцы является вариантом названия армянской семьи Цанцы, с которой вероятно они были связаны. Её основателем был приближенный к императору Василию Стилиан Заутца. Анонимный монах из Псамафийского монастыря, в своей хронике говоря о смерти императора и его предсмертном желании сообщал:
Царь оставил опекуном Стилиана, армянское имя которого было Заутца (он был армянином, родившимся в Македонии, подобно самому императору), поручив ему управление всеми церковными и светскими делами)
После смерти василеопатора Стилиана и императрицы Зои, семье Заутцы угрожала потеря власти. Представители семейства, под предводительством Василия Эпикта, опасаясь потерять свои привилегии, подготовила заговор против правительства, но их заговор был раскрыт, и они были сняты со всех постов и удалены от власти.

## Видные представители
- Стилиан Заутца (? — 899) — византийский политический деятель, фактически являлся руководителем политики империи. Носил титулы василеопатора, протомагистра и логофет дрома. Отец Зои — императрицы Византии.
- Зоя Заутца (? — 899) — императрица Византии. Жена императора Льва VI из армянской по происхождению Македонской династии.
- Василий Эпикт — родственник Стилиана Затуцы, возглавил неудачный заговор против императора Льва VI.